# Три яда

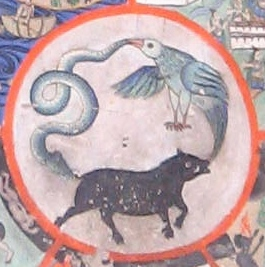
Три яда представлены в центре колеса жизни в виде свиньи, птицы и змеи.

Три яда (санскр. triviṣa; тиб. dug gsum) или три неблагих корня (санскр. akuśala-mūla, пали akusala-mūla) — в буддизме относятся к трём коренным клешам: моха (неведение, спутанное сознание), рага (жадность, чувственная привязанность) и двеша (отвращение, ненависть). Эти три яда считаются тремя помехами или дефектами, свойственными существам с рождения, корнем танхи (жажды) и, таким образом, частично причиной дуккхи (страдания, боли, неудовлетворенности) и перерождений.
Три яда символически изображают в центре буддийской Бхавачакры, где петух, змея и свинья символизируют жадность, злобу и заблуждение соответственно.

## Краткое описание
В буддийских учениях три яда (невежество, привязанность и отвращение) являются первопричинами, удерживающими живые существа в ловушке сансары. Эти три яда считаются корнем всех других клеш. Три яда представлены в ступице колеса жизни в виде свиньи, птицы и змеи (символизирующих невежество, жажду и отвращение соответственно). Как показано в колесе жизни, три яда приводят к созданию кармы, которая ведет к перерождению в шести мирах сансары.

## Противоположные благотворные качества
Тремя благотворными психическими факторами, противоположным трём ядам, являются:
- амоха (отсутствие заблуждений) или праджня (мудрость)
- алобха (непривязанность) или дана (щедрость)
- адвеша (отсутствие ненависти) или метта (любящая доброта)

Буддийский путь считает их развитие необходимым для освобождения.

## Термины и переводы
Три клеши невежества, привязанности и отвращения называются тремя ядами (санскр. triviṣa; тиб. dug gsum) в традиции Махаяны и тремя нездоровыми корнями (санскр. akuśala-mūla, пали akusala-mūla) в традиции Тхеравады.
Для обозначения каждого из трёх ядов на санскрите, пали и тибетском используют следующие термины:
| Яд            | Санскрит | пали  | Тибетский  | Альтернативные переводы          | Санскр./ Пали/ Тиб. Синоним              |
| ------------- | -------- | ----- | ---------- | -------------------------------- | ---------------------------------------- |
| Заблуждение   | moha     | moha  | gti mug    | путаница, замешательство         | санскр. avidyā пали avijjā тиб. ma rigpa |
| Привязанность | rāga     | lobha | 'dod chags | желание, чувственность, жадность | н/д                                      |
| Отвращение    | dveṣa    | dosa  | zhe sdang  | гнев, ненависть, враждебность    | н/д                                      |

В традиции Махаяны моха определяется как подкатегория авидьи. В то время как авидья рассматривается как фундаментальное невежество, моха считается заблуждением и неправильными убеждениями. В традиции Тхеравады моха и авидья — равнозначные термины, но они используются в разных контекстах; моха обозначает умственные факторы, а авидья — двенадцати нидан взаимозависимого возникновения.